# Wyspy Grecji

Mapa poglądowa większych greckich wysp

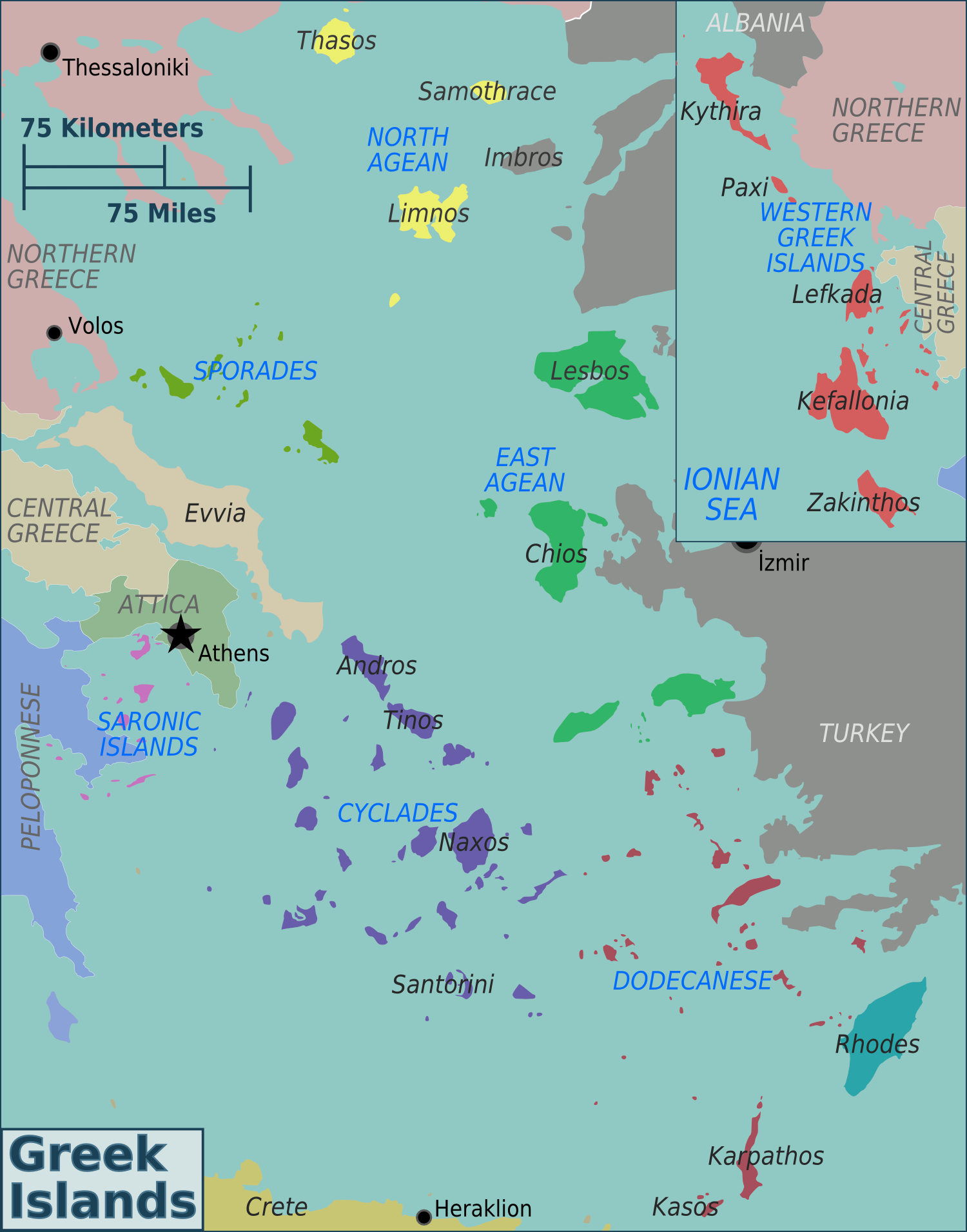
Wyspy w Grecji z zaznaczeniem regionów

W zależności od przyjętych kryteriów i definicji terminu „wyspa”, liczbę wysp w Grecji określa się od 1200 do 6000 (niektóre źródła, za wyspy uważają nawet niewielkie skałki wystające ponad lustro wody akwenu, na którym są zlokalizowane). Od 166 do 227 z nich jest zamieszkanych. Zdecydowana większość wysp greckich to wyspy na morzach, państwo to posiada jednak również wyspy śródlądowe (wyspy na zbiornikach wodnych i wyspy rzeczne).
Według spisu z 2011 r. do Grecji należy 3054 wysp (wyspy, wysepki, skaliste wyspy, skały i rafy) o łącznej powierzchni około 25 000 km², co stanowi 19% lądowej powierzchni Grecji i 25% powierzchni wszystkich wysp śródziemnomorskich (Grecja administruje 82% wszystkich wysp śródziemnomorskich).
Greckie wyspy morskie obejmują rozległy obszar – 695 km w rozciągłości południkowej (od wysuniętej najbardziej na północ klasztornej wyspy Agios Nikolaos w lagunie Lagos do południowego krańca Gawdos na południu) i 992 km w rozciągłości równoleżnikowej (od wysuniętej najbardziej na zachód wysepki Othoni do wysuniętej najbardziej na wschód niezamieszkanej Strongyli).
Największą grecką wyspą – zarówno pod względem powierzchni, jak i liczby ludności – jest Kreta (zarazem piąta pod względem powierzchni wyspa śródziemnomorska).
Lista ważniejszych wysp Grecji z podziałem na grupy i archipelagi:

## Wyspy Egejskie Południowe

### Cyklady
- Amorgos
- Anafi
- Andros
- Andiparos i Saliganos
- Andimilos
- Delos
- Folegandros
- Giaros
- Ios
- Kea
- Kimolos
- Kitnos
- Makronisos
- Milos
- Mykonos
- Naksos
- Koufonisi
- Paros
- Poliegos
- Rinia
- Santoryn i wyspy archipelagu
  - Aspronisi
  - Nea Kameni
  - Palea Kameni
  - Tirasia
- Serifos
- Sifnos
- Sikinos
- Siros
- Tinos

### Dodekanez
- Agatonisi
- Astipalea
- Chalki
- Kalimnos
- Karpatos
- Kasos
- Mejisti
- Kos
- Leros
- Lipsi
- Nisiros
- Patmos
- Pserimos
- Rodos
- Simi
- Telendos
- Tilos

## Wyspy Egejskie Północne
- Ajos Efstratios
- Amuliani
- Chios
- Furni
- Ikaria
- Inuses
- Lesbos
- Limnos
- Psara
- Samos
- Samotraka (region administracyjny Macedonia Wschodnia i Tracja)
- Thasos (region administracyjny Macedonia Środkowa)

## Sporady
- Eubea (region administracyjny Grecja Środkowa, wyspa często klasyfikowana poza Sporadami)

Sporady Północne
- Alonisos
- Skiatos
- Skiros
- Skopelos

Sporady Południowe
Ta grupa pokrywa się z Dodekanezem i innymi grupami na liście

## Wyspy Jońskie
- Andipaksos
- Itaka
- Kalamos
- Kastos
- Kefalinia
- Kithira (region administracyjny Attyka)
  - Andikitira
  - Elafonisos
- Korfu i Pandikonisi
- Leukada
- Meganisi
- Paksos
- Skorpios
- Zakintos

## Kreta i wyspy przybrzeżne
- Chrissi
- Dia
- Gawdos
- Kreta
- Paksimedia
- Psira
- Spinalonga

## Wyspy Sarońskie
- Angistri
- Dokos
- Egina
- Hydra
- Methana
- Poros
- Salamina
- Spetses